# William Osler
Sir William Osler (12. srpnja 1849. – 29. prosinca 1919.) bio je kanadski liječnik, patolog, edukator, bibliofil i povjesničar, koji se često spominje kao otac moderne medicine, 
William Osler diplomirao je medicinu na Sveučilištu McGill u Montrealu 1872.g., profesor medicine na sveučilištu McGill je postao 1874.g., a 1893.g. postao je profesor medicine na sveučilištu Johns Hopkins 1893.g. u Baltimoreu. Osler je bio veliki sakupljač knjiga o povijesti medicine i čitav život se zalagao za otvaranja i prikupljanja sredstava za knjižnice.
Mnoge građevine u Kanadi nose ime njemu u čast, kao i mnogi medicinski termini i nazivi npr.:
- Oslerov čvor
- Oslerov znak
- Rendu-Osler-Weberova bolest
- Osler-Libman-Sacksov sindrom